# Consolida rugulosa
Consolida rugulosa är en ranunkelväxtart som först beskrevs av Pierre Edmond Boissier, och fick sitt nu gällande namn av Schröd.. Consolida rugulosa ingår i släktet åkerriddarsporrar, och familjen ranunkelväxter. Utöver nominatformen finns också underarten C. r. paradoxa.